# Габуда, Святослав Петрович
Святосла́в Петро́вич Габуда (23 апреля 1936 — 7 апреля 2015) — советский и российский физик, доктор физико-математических наук, профессор, лауреат Государственной премии РФ (1995).

## Биография
Родился в селе Волосате в польской части Бещад (ныне Лютовиска гмина Бещадского повята) в семье церковнослужителя.
Начальное образование получил в семье. После Второй мировой войны переехал с роднёй на территорию Украины, где поступил в среднюю школу и окончил её с золотой медалью. Окончил Одесский государственный университет имени И. И. Мечникова в 1958 году.
Научная деятельность Святослава Петровича началась в 1958 году в Институте физики СО АН СССР города Красноярска, куда его пригласил на работу академик Леонид Васильевич Киренский. Своим авторитетом в науке считал Петра Леонидовича Капицу, на физическом семинаре которого сделал доклад, получил конструктивное обсуждение и квалификационный отзыв на свою работу. В 1963 году защитил диссертацию на соискание ученой степени кандидата физико-математических наук, посвященную изучению подвижности молекул воды в цеолитах методом ядерного магнитного резонанса, в 1969 году — диссертацию на соискание ученой степени доктора физико-математических наук по теме «Исследование слабых взаимодействий в кристаллах методом ядерного магнитного резонанса». С 1969 года заведовал лабораторией кинетических процессов. В 1972 году был утвержден в ученом звании профессора по специальности «радиофизика, включая квантовую радиофизику», а в 1973 году возглавил новую лабораторию радиоспектроскопии в Институте неорганической химии (ИНХ СО РАН). С 1991 по 2015 год С. П. Габуда работал в ИНХ СО РАН в должности ведущего, а затем — главного научного сотрудника лаборатории физической химии конденсированных сред.
Ушёл из жизни 7 апреля 2015 года, похоронен в Новосибирске, на Южном кладбище (квартал 28).

## Научные направления деятельности
В сферу научных интересов Святослава Петровича входили радиофизика, физико-химические свойства и электронное строение конденсированных фаз. Особое внимание он уделял объяснениям процессов молекулярной подвижности в пористых веществах и материалах и  предложил свой подход для описания  спектров ядерного магнитного резонанса (ЯМР) в твердом теле с молекулярной  подвижностью, основанного на вакансионном механизме.  Глубокие знания свойств различных сорбентов позволили ему предложить использовать природные цеолиты для ликвидации последствий аварии на Чернобыльской АЭС в 1986 году. Исследования профессора С. П. Габуды стали научной основой для разработок новых технологий, основанных на природных сорбентах, новосибирскими научно-производственными компаниями. В 1995 году С. П. Габуда стал лауреатом Государственной премии Российской Федерации по науке и технике за работу «Радиоспектроскопические и квантово-химические методы исследования в химии твердого тела».

## Научно-организационная деятельность
Святослав Петрович Габуда был одним из организаторов радиоспектроскопии в Красноярске, Екатеринбурге, Владивостоке и Новосибирске. Он читал лекции на кафедре физики Красноярского филиала Новосибирского государственного университета и на кафедре химии твердого тела в НГУ. Работал в экспертных, диссертационных и институтских советах, руководил дипломными работами, кандидатскими диссертациями и выступал в качестве консультанта докторских диссертаций. С. П. Габуда  был популяризатором науки,  активно отстаивал научные принципы её организации и сотрудничал с различным журналами и газетами, в том числе: «Наука в Сибири», Независимый бостонский альманах «Лебедь», «Вестник электроники», «Новая газета».
1. Молекулы и невесомость За науку в Сибири, 1980, № 19, стр. 3.
2. Фазовые переходы и жизнь За Науку в Сибири, 1981, № 1, стр. 6.
3. Живой организм и распределение солей За Науку в Сибири, 1981, № 22, стр. 1.
4. «Парадокс» медалиста Наука в Сибири, 1982, № 17, стр. 6.
5. Кристаллохимия водорода (часть 1) Наука в Сибири, 1983, № 37, стр. 5.
6. Кристаллохимия водорода (часть 2) Наука в Сибири, 1983, № 42, стр. 7
7. Активность и упорство Наука в Сибири, 1984, № 18, стр. 8.
8. Физика и химия опьянения Наука в Сибири, 1984, № 26, стр. 6.
9. Может ли машина воспроизводить себя? Наука в Сибири, 1986, № 19, стр. 5
10. Виброны и сверхпроводимость Наука в Сибири, 1987, № 32, стр. 4.
11. Сенсация с бородой? Наука в Сибири, 1989, № 15, стр. 3.
12. Лето-94: лидерство в спартанском режиме Наука в Сибири, 1994, № 30, стр. 1.
13. Химия на пороге тысячелетия Наука в Сибири, 1995, № 21, стр. 5.
14. Радиоспектроскопия и квантовая химия Наука в Сибири, 1995, № 38, стр. 3
15. Повелось с физиками бороться… Наука в Сибири, 1996, № 2, стр. 2.
16. Мгновенье летучее сделать зримым навеки…/ To make the flying twinkling stay forever  Наука в Сибири, 2000, № 2.
17. Термодинамика и неорганические материалы / Thermodynamics and inorganic materials  Наука в Сибири, 2001, № 46.
18. Жизнь с точки зрения химии / Life from the viewpoint of chemistry  Наука в Сибири, 2002, № 20.
19. Феноменология злокачественного новообразования / Phenomenology of malignant neoplasms  Наука в Сибири, 2004, № 22—23.
20. Что мешает России стать в ряд лидеров мирового прогресса? Полит.ru, 2006.
21. Нанотехнологии и косметика / Nanotechnologies and cosmetics  Наука в Сибири, 2008, № 22.
22. Габуда С. П. Мировой экономический кризис и фундаментальная наука // Наука в Сибири : газета. — Новосибирск, 2008. — 6 ноября (№ 44 (2679)). — С. 6.
23. Письмена на воде // Новая газета : газета. — 2005. — 8 сентября (№ 66).
24. Бюро ненаходок. Трудно развивать нанотехнологии там, где все решает чиновник Новая газета. Научно-популярное приложение «Кентавр», 2007, № 2.
25. Фундаментальная наука и кризис общества Лебедь (независимый бостонский альманах), 2013, № 683.
26. Что ставить во главу угла? Советская Сибирь, 1983, 7 декабря, № 280.
27. Этот разноликий алкоголь… Советская Сибирь, 1985, 7 марта, № 57.
28. «Есть женщины в русских селеньях…» Советская Сибирь, 2007, 8 марта.
29. Настоящие нанотехнологии — это искусственная жизнь Вестник Электроники, 2005, № 4(12).
30. «Наперсточники» от псевдонауки /«Rascaldom» from pseudo-science  Наука в Сибири, 2003, № 3.
31. Чего добиваются борцы за сохранение зеленой зоны Академгородка? / What are the fighters for the preservation of the Academgorodok’s green zone pressing for?  Наука в Сибири, 2006, № 44.
32. Российские нанотехнологии и косметика
33. Как реформировать взаимоотношения фундаментальной науки и общества? (корни научно-технологического кризиса новейшего времени)

## О нём
- Наш союз нерасторжим Наука в Сибири, 1984, № 17, стр. 6.
- Стиль профессора С. П. Габуды Наука в Сибири, 1986, № 15, стр. 5.
- Выставка Сибприбор-87 Наука в Сибири, 1987, № 26, стр. 1.
- Рядовой боец научного фронта / Private fighter of scientific front  Наука в Сибири, 2006, 1 мая. № 17, стр. 9.
- Глазами друзей: Святослав Габуда Навигатор № 17 от 04.05.2007.
- Наследство профессора С. П. Габуды Наука в Сибири, 2015, № 10, стр. 4.

## Монографии
1. С. П. Габуда, С. В. Земсков «Ядерный магнитный резонанс в комплексных соединениях» (отв. ред. д.х.н., проф. Б. И. Пещевицкий). Из-во: Наука, Новосибирск, 1976.
2. С. П. Габуда, Ю. В. Гагаринский, С. А. Полищук «ЯМР в неорганических фторидах. Структура и химическая связь» Из-во: Атомиздат, Москва, 1978.
3. С. П. Габуда, А. Ф. Ржавин «ЯМР в кристаллогидратах и гидратированных белках» (отв. ред. д.х.н., проф. Б. И. Пещевицкий). Из-во: Наука, Новосибирск, 1978.
4. С. П. Габуда «Связанная вода. Факты и гипотезы» (отв. ред. д.х.н., проф. И. И. Яковлев). Из-во: Наука, Новосибирск, 1982.
5. С. П. Габуда, А. Г. Лундин «Внутренняя подвижность в твердом теле» (отв. ред. д.ф.м.н., проф. Э. И. Федин). Из-во: Наука, Новосибирск, 1986.
6. С. П. Габуда, Р. Н. Плетнев, М. А. Федотов «Ядерный магнитный резонанс в неорганической химии» (отв. ред. д.х.н., проф. В. А. Губанов). Из-во: Наука, Москва, 1988.
7. С. П. Габуда, Р. Н. Плетнев «Применение ЯМР в химии твердого тела». Из-во: Екатеринбург, Екатеринбург, 1996.
8. А. А. Гайдаш, В. Г. Николаев, С. П. Габуда «Структура миокарда, печени, почек и физико-химические свойства костной ткани при воздействии природных цеолитов и фтора» Атлас электронно-микроскопических фотографий, спектров ЯМР и комбинационного рассеяния. (отв.ред. Л. Д. Зыкова). Из-во: Красноярская государственная медицинская академия, г. Красноярск, 2005.
9. E.I. Yuryeva, S.P. Gabuda, R.N. Pletnev «Quantum Chemistry and Nuclear Resonance Spectroscopy Data of Natural and Synthetic Nanotechnological Materials with nd-Metal Atoms Participations» Progress in Quantum Chemistry Research. (Ed.: Erik O. Hoffman). Nova Science Publishers, NY, 2007.
10. С. П. Габуда, С. Г. Козлова «Неподеленные электронные пары и химическая связь в молекулярных и ионных кристаллах». (отв. ред. ак. В. М. Бузник). Из-во: СО РАН, Новосибирск, 2009.
11. S.P. Gabuda, S.G. Kozlova «NMR, Magnetic Behavior and Structural Effects of Spin-Orbit Interactions in PtF6 and in Related Octahedral Molecules and Fluorocomplexes». Chapter in the book «Handbook of Inorganic Chemistry Research» Series: Chemistry Research and Applications. (Ed.: D.A. Morrison.) Nova Science Publishers, NY, 2010.